# KMPlayer

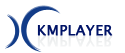
A KMPlayer eredeti logója

A KMPlayer egy multimédia lejátszó Windowshoz, amely rengeteg multimédia tároló formátummal megbirkózik, többek között az alábbiakkal: VCD, DVD, AVI, MKV, Ogg Theora, OGM, 3GP, MPEG-1/2/4, WMV, RealMedia, és QuickTime. Kezeli a feliratokat és lehetővé teszi az audió, videó rögzítést különböző forrásokból, és pillanatkép készítésére is alkalmas.
A lejátszó sokféle audio és video effektet tartalmaz, továbbá lehetővé teszi a lejátszási sebesség szabályozását, videorészletek kiválasztását kedvencként, többféle A-B pont közötti ismétlések variálását, dinamikus skinek alkalmazását. 
A KMPlayer kinézetét teljesen személyre szabhatjuk a letölthető skinek széles választékának köszönhetően.
A KMPlayer nem tévesztendő össze a Kmplayer-rel (Konqueror Media Player) amely egy videolejátszó plugin a Konquerorhoz.
A KMPlayer fejlesztését 2008 márciusában átvette a Pandora TV nevezetű koreai cég.

## Támogatott fájltípusok és eszközök
- Befejezetlen/sérült AVI fájl lejátszása (Kihagyja a sérült részt)
- Zárolt multimédia fájlok lejátszása, mialatt letöltés vagy megosztás alatt állnak.
- HTTP adatfolyam (ASF/OGG/MP3/AAC/MPEG PS/MPEG TS: Csak a beépített szűrökkel működnek)
- DirectShow lejátszás támogatása (avi, wmv, mkv, mov, mp4, ogg theora, ogm, rmvb, mpeg1, mpeg2, http:// ) stb.
– zip, rar tömörített audio albumok lejátszása
– Shoutcast (NSV videoformátum támogatással), Icecast
– DTS Wave, AC3, AAC, Ogg, Ape, MPC, FLAC, AMR, ALAC, SHN, WV, Module (MOD, S3M, MTM, UMX, XM and IT)
– Google Video (GVI), Flash Video (FLV), Nullsoft Streaming Video (NSV), 3GP, PMP, VOB
- Real Player motor + Directshow (szükséges hozzá RealPlayer vagy RealPlayer Alternativ esetleg its dekoder)
- QuickTime motor + Directshow (szükséges hozzá QuickTime vagy QuickTime Alternativ esetleg its dekoder)
- Mplayer motor támogatása
- Winamp bemeneti bövitmények támogatása (dekóderek)
- DVD lejátszás, ratDVD formátum támogatása (szükséges hozzá: ratDVD filter) 
– Audio CD (csak 2000, XP operációs rendszeren)
– Video CD/SVCD/XCD : CDXA Format (csak 2000, XP operációs rendszeren)
– CD Kép Fájl (BIN/ISO/IMG/NRG) ; NRG-hez szükséges mplayer.dll modul
- WDM eszközök támogatása, ilyenek például a TV/HDTV/Camera
- Adobe Flash/FLC/FLI fájlformátumok támogatása
- PNG, GIF, JPEG képformátumok megjelenítése

## Feliratok
- Unicode-os szöveg feliratok
- SAMI (smi)
- SubRipText (srt), MicroDVD (sub), SMIL/RealText
- SAA, ASS, USF (Ruby támogatás)
- Bitmap Sub/Idx (Vobsub)
- Sasami 2K (S2k)
- Beágyazott feliratok megjelenítése az alábbi formátumoknál:ASF, MKV, OGM, MP4, MOV, VOB, 3GP
- TTS (Text to Speech) felirat felolvasása

## Beépített kódolók-dekódolók/szűrők
The KMPlayer tartalmaz majdnem minden szükséges dekódert (decoders) a médialejátszáshoz. A beépített dekóderek hiányosságainak kiküszöböléséhez külső szűrők is beállíthatók, így a felhasználói beállításokkal a KMP optimálisan működhet. Bár a KMP Directshow alapú, ennek ellenére támogatja a Winamp, Realmedia és QuickTime formátumokat is.
Videó kodek: DivX, XviD, Theora, WMV, MPEG-1, MPEG-2, MPEG-4, VP3, VP5, VP6, H.263(+), H.264 (AVC1), CYUY, asv 1/2, SVQ1/3, MSVIDC, Cinepak, MS MPEG4 v 1/2/3, FFV1, VCR1, FLV1, MSRLE, QTRLE Huffyuv, Digital Video, Indeo3, MJPEG, SNOW, TSCC, Dirac, VC-1, RealVideo , stb.
Audió kodek: AC3, DTS, LPCM, MP2, MP3, Vorbis, AAC, WMA,, ALAC, AMR, QDM2, FLAC, TTA, IMA ADPCM, QCELP, EVRC, RealAudio , stb.
Külső kódoló-dekódolók 
Médiaprioritás beállítása a Directshow, Real, Quicktime, Winamp és Mplayer között
Egyéni Szűrő menedzser külső szűrők beállításához
Rendszer Szűrő menedzser (regisztrálás vagy törlés) külső szűrők kezeléséhez

## Beépülő modulok
A KMPlayer támogatja a Winamp 2.5 verziós dsp/effektet, és néhány általános beépülő modulját. Mielőtt a beépülő modulokat használnád, meg kell adni a modulok elérési útvonalát. 
- Winamp Beépülő modulok: Bemenet, DSP, Látvány, Általános beépülő modulok (médiakönyvtár, stb) támogatása
- KMP videóbeépülő modulok támogatása
- DScaler szűrő támogatása